# Rubén Baraja
Rubén Baraja Vegas (* 11. Juli 1975 in Valladolid) ist ein ehemaliger spanischer Fußballspieler, der den Großteil seiner Karriere beim FC Valencia in der Primera División verbrachte. Im Februar 2023 kehrte er an seine alte Wirkungsstätte als Trainer zurück.
Die Stärken des torgefährlichen zentralen Mittelfeldspielers lagen in seiner Passgenauigkeit, sein Auge für den freien Mann und seinen guten Tacklings.

## Karriere

### Verein
Baraja begann seine Karriere bei seinem Heimatverein Real Valladolid, bevor er 1996 zu Atlético Madrid B wechselte. Dort war er zweieinhalb Jahre lang Stammspieler, bis er im Februar 1999 das erste Mal für die erste Elf spielte: bei der 1:2-Niederlage gegen UD Salamanca. Nachdem Atlético am Ende der Saison 1999/2000 in die Segunda División abgestiegen war, wechselte Baraja für knapp 10 Millionen Euro zum FC Valencia, das durch die Abgänge von Claudio López und Javier Farinós einen neuen Mittelfeldspieler brauchte. Sein Debüt gab er am 9. September 2000 gegen Real Madrid. Baraja war später einer der zentralen Spieler, die dafür sorgten, dass Valencia 2001 ins Champions-League-Finale einzog, wo man gegen FC Bayern München im Elfmeterschießen verlor. Auch die darauffolgende Saison verlief für ihn sehr erfolgreich, er verhalf seinem Team mit wichtigen Toren am Ende der Saison zur ersten Meisterschaft seit 31 Jahren. In der Saison 2002/03 bestritt er 35 der 38 Ligaspiele, allerdings wurde Valencia nur Fünfter in der Liga. Die anschließende Saison verlief dann wieder sehr erfolgreich, er gewann mit Valencia den UEFA-Pokal mit einem 2:0-Sieg im Finale über Olympique Marseille.
In der Saison 2006/07 hatte Baraja mit Verletzungspech zu kämpfen und konnte so nur 14 Spiele bestreiten. 2007/08 gewann er mit Valencia trotz einer enttäuschenden Ligaplatzierung (10.) den spanischen Pokal. Nach weiteren drei Saisons, in denen er regelmäßig an der Seite von David Albelda, zum Teil auch als Kapitän, auflief, beendete er nach der Saison 2009/10 seine Karriere.

### Nationalmannschaft
Seit dem 7. Oktober 2000, als er beim 2:0-Sieg über Israel debütierte, hat er 43-mal für die spanische Fußballnationalmannschaft gespielt. Baraja nahm mit Spanien an der WM 2002 teil, wo er alle vier Spiele über die volle Spielzeit bestritt, bevor Spanien im Achtelfinale an Südkorea im Elfmeterschießen scheiterte. Auch am nächsten großen Turnier, der EM 2004, nahm er teil. Er spielte in jedem der drei Vorrundenspiele mit. Für die WM 2006 wurde er von Luis Aragonés nicht berücksichtigt.

## Erfolge
- Spanischer Meister: 2002, 2004
- Spanischer Pokalsieger: 2008
- Europäischer Supercupsieger: 2004
- UEFA-Pokalsieger: 2004
- Teilnahme an der WM 2002 (4 Einsätze)
- Teilnahme an der EM 2004 (3 Einsätze)

## Sonstiges
Sein jüngerer Bruder Javier war ebenfalls Profifußballer.